# Friluftsvitalism

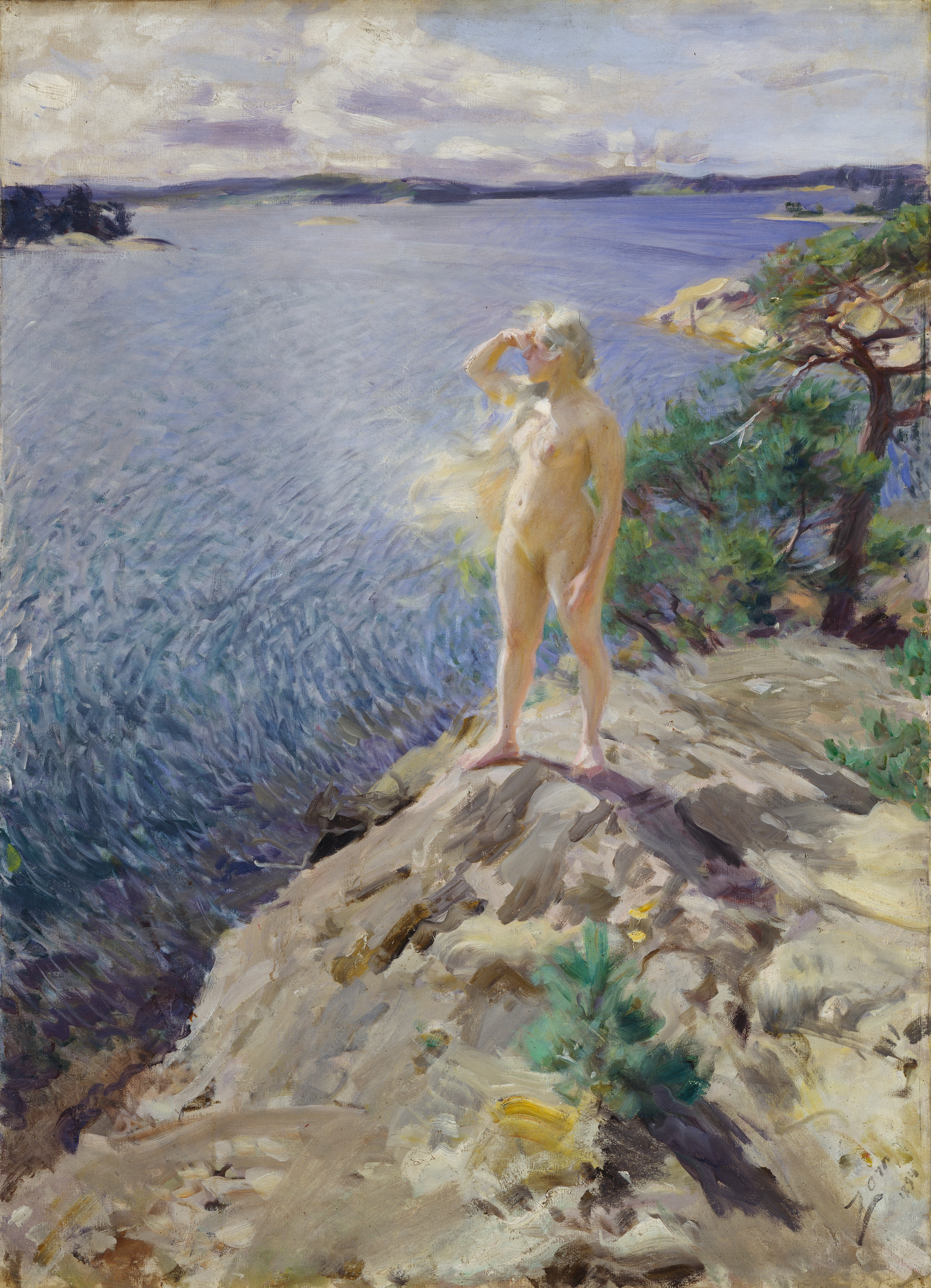
Anders Zorn, Kvinna i solljus, 1894.

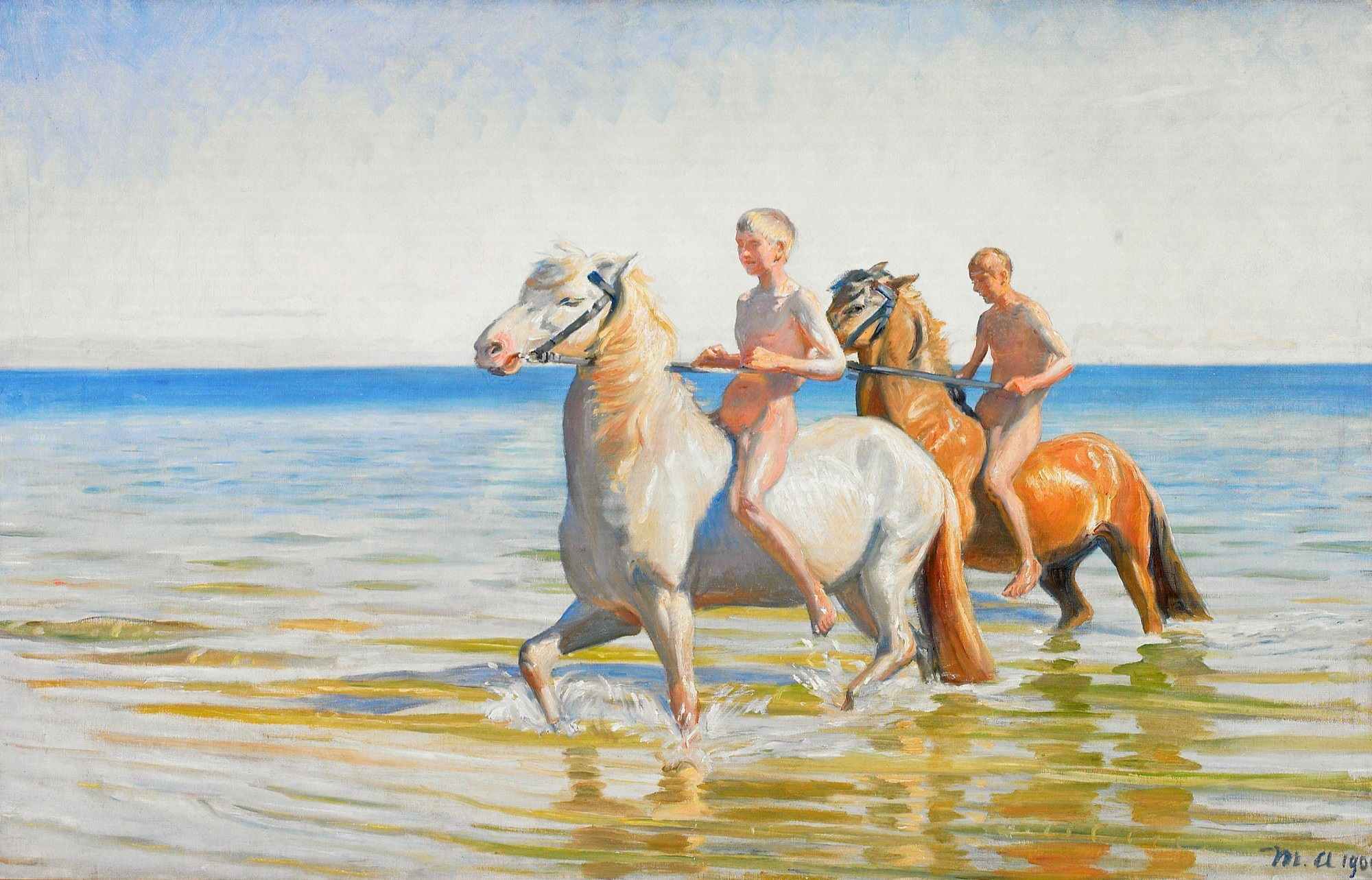
Michael Ancher, Drenge ride Heste til Vands, 1900.

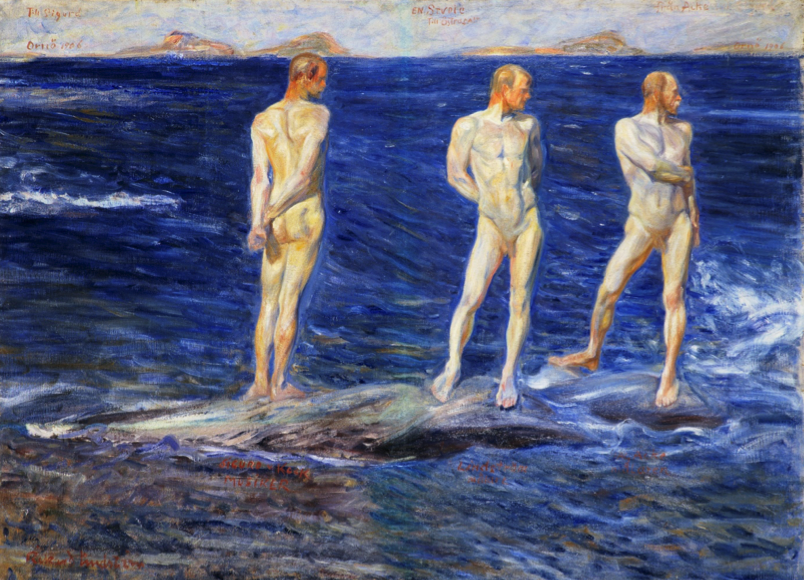
J.A.G. Acke, Salt Vind Sjö, 1906.

Eugène Jansson, Flottans Badhus, 1907.

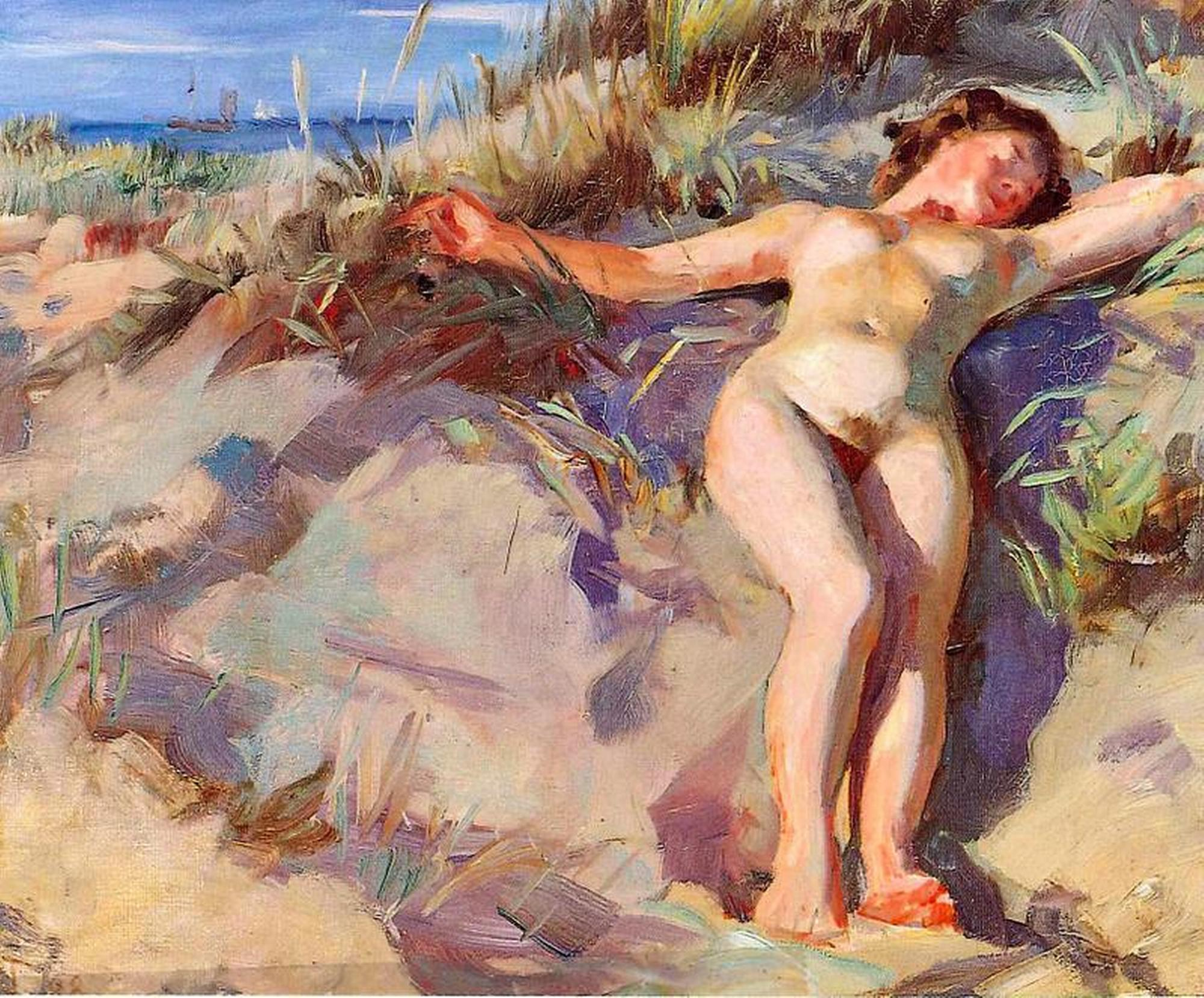
Laurits Tuxen, Ung nøgen kvinde tager solbad i klitterne ved Skagen, 1908.

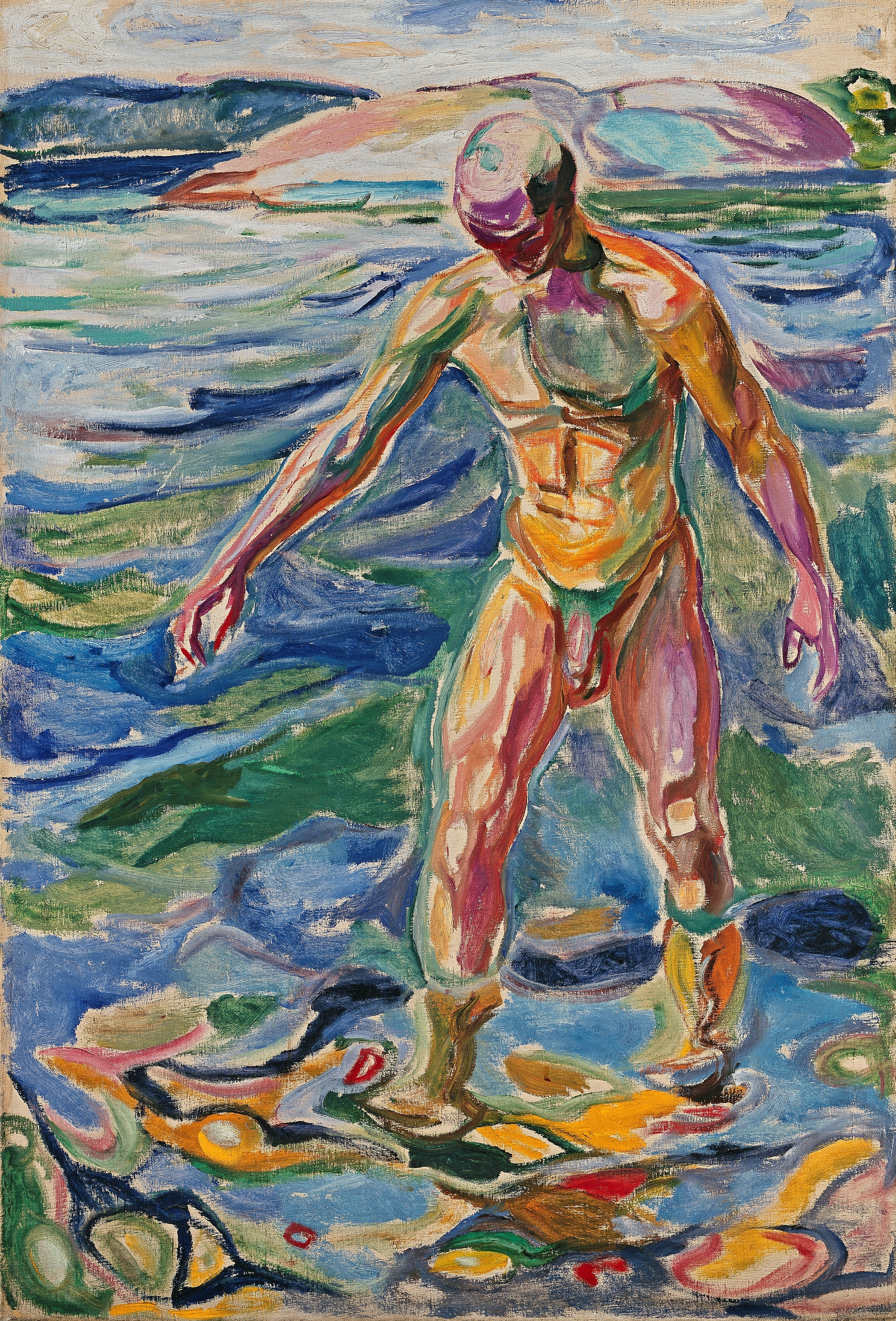
Edvard Munch, Badande man, 1918.

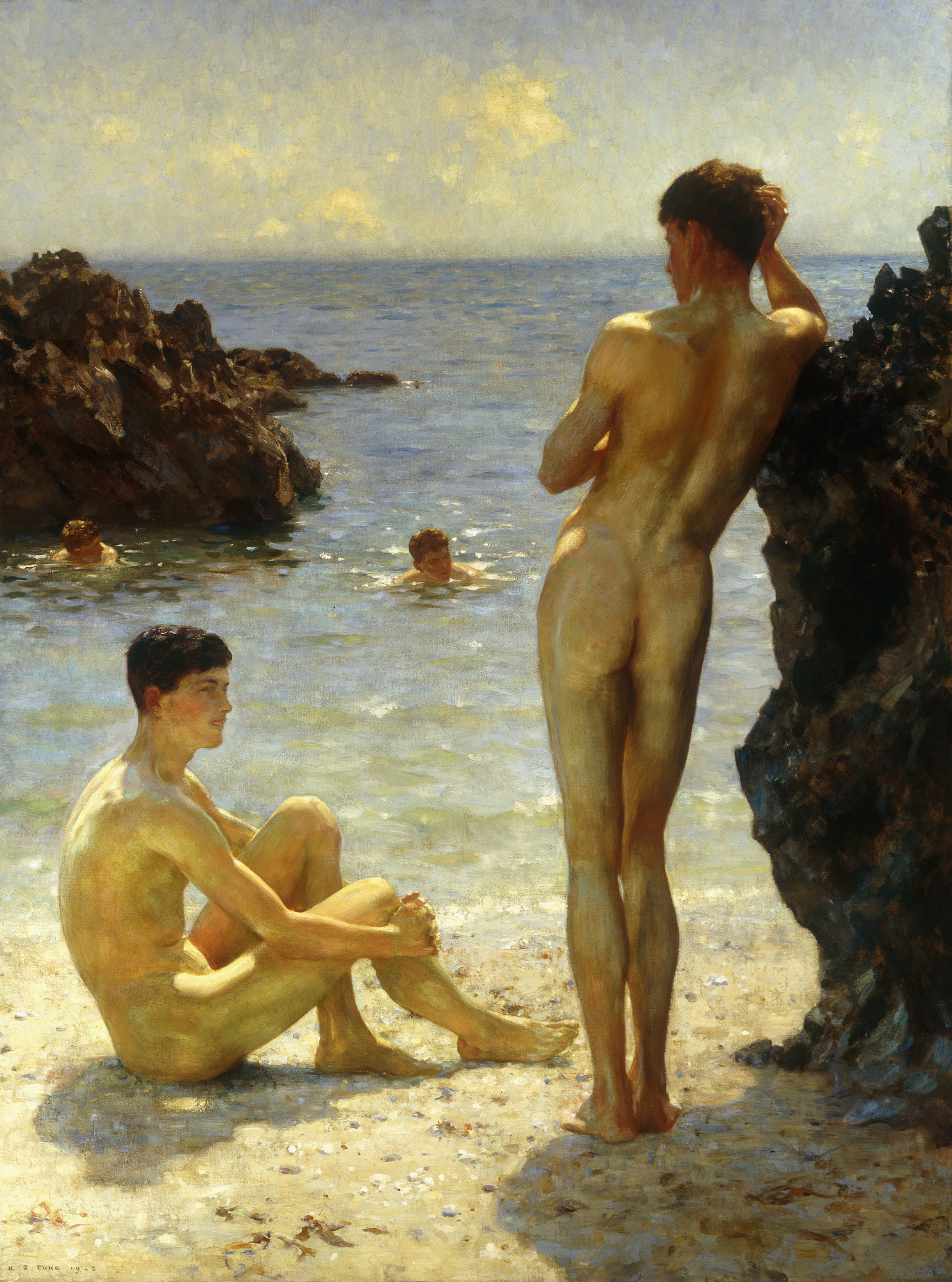
Henry Scott Tuke, Lovers of the Sun, 1923.

Friluftsvitalism (även vitalism eller neovitalism) är en beteckning på den strömning i framför allt nordisk konst och kultur under främst de första decennierna på 1900-talet. 
Termen anknyter till den ena av sekelskiftets två motsatta livs- och människouppfattningar, den "mekanistiska" och den "vitalistiska". ”Vitalism” (även kallad neovitalism) betecknar den filosofiska uppfattning om livet som representerades av bland annat Henri Bergson och Hans Driesch. Denna var delvis inspirerad av dåtidens ”Lebensphilosophie ” som utgick från filosofer som Schopenhauer och Nietzsche. (Termen anknyter också till det friluftsmåleri som fick ett starkt genombrott med Skagenmålarna från slutet på 1800-talet.)
Som strömning inom konst och kultur var vitalismen en del av modernismen och en del av de många ”ismer” som under det tidiga 1900-talet kan vara svåra att åtskilja. Men vitalistiskt inflytande i konst och kultur var tydligt fram till omkring 1935. 
Konstnärer och författare som tydligt inspirerats av vitalismen är bland andra Edvard Munch, Knut Hamsun, Kristofer Uppdal, Gustav Vigeland, Tarjei Vesaas, Åsmund Sveen, Jakob Sande och Bertrand Besigye i Norge, Johannes V. Jensen, Thøger Larsen, Oscar Matthiesen och J.F. Willumsen i Danmark, samt Eugène Jansson, JAG Acke, Albert Engström, Prins Eugen, Gustaf Fröding, Verner von Heidenstam, Ellen Key, Karl-Erik Forsslund och Artur Lundkvist i Sverige. Även sentida konstnärer, såsom exempelvis Bror Hjorth, har beskrivits som vitalister.

## Bildkonst
I konsten betonades människan, solen och ödslig vildmark. Typiskt är målningar med nakna människor utomhus, där solljuset är tydligt markerat med dagrar och skuggor på kropp och landskap. Under 1800-talet var nakna människor normalt avbildade i skuggan eller inomhus, men 1900-talets friluftsvitalism känns tydligt igen på solbelyst hud. 
”I det vitalistiska måleriet exponerades kroppen i ett soldränkt landskap till skillnad från 90-talet vars dunkla vrår gav plats åt själsligt sökande. Sekelskiftets måleri karaktäriserades av skymningslandskapet och det dunkla, introverta och symboliskt gestaltade. Vitalismen inom bildkonsten blev ett tvärt avbrott mot detta måleri; ett slags livsbejakelse genom kroppens avklädande i ett solupplyst landskap."
Konsthistorikern Patrik Steorn har i en studie, ’’Nakna män’’, 2006, uppmärksammat den nakne mannens roll som styrkesymbol i vitalismen. 
”Till skillnad från sina antika förebilder går han ut. Helst till vattnet för att bada, ensam eller tillsammans med andra nakna män som i Eugène Janssons många badmålningar. Eller […] för att spänna pilbågen, luftbada eller dyrka solen som i Hugo "Fidus" Höppeners målning "Bön till ljuset". Allt i enlighet med reform-, naturist-, atletik- och idrottsrörelsernas föreskrifter. Och givetvis är det just här som sprickan uppstår mellan antikens förskönande kroppsideal och friluftsmåleriets realistiska avbildningar.” 
Flera har menat att Steorn missar att även kvinnor uppmärksammades på motsvarande sätt i vitalismens konst. Anna Brodow nämner Anders Zorn, som dock bara i enstaka målningar låter solljuset tydligt flöda över kropp och landskap, i många av hans målningar står människorna i skugga eller halvskugga och man ser det solbelysta landskapet i bakgrunden.
Att det fanns en spricka mellan de radikala vitalisternas syn på konst och det etablerade samhällets framgick ibland tydligt: ”När Olle Hjortzberg 1912 fick i uppdrag att formge olympiska spelens reklamaffisch tvingades han efter hårda diskussioner att låta fanbärarnas muskler svälla och låta könshår och könsdelar svepas in i bandslingor. Bilden av mannen skulle vara konst, inte vanlig människa.”
Strömningen var samtida med jugend och det finns vissa paralleller,, men det går också att ana släktskap med nationalromantik och expressionism. 

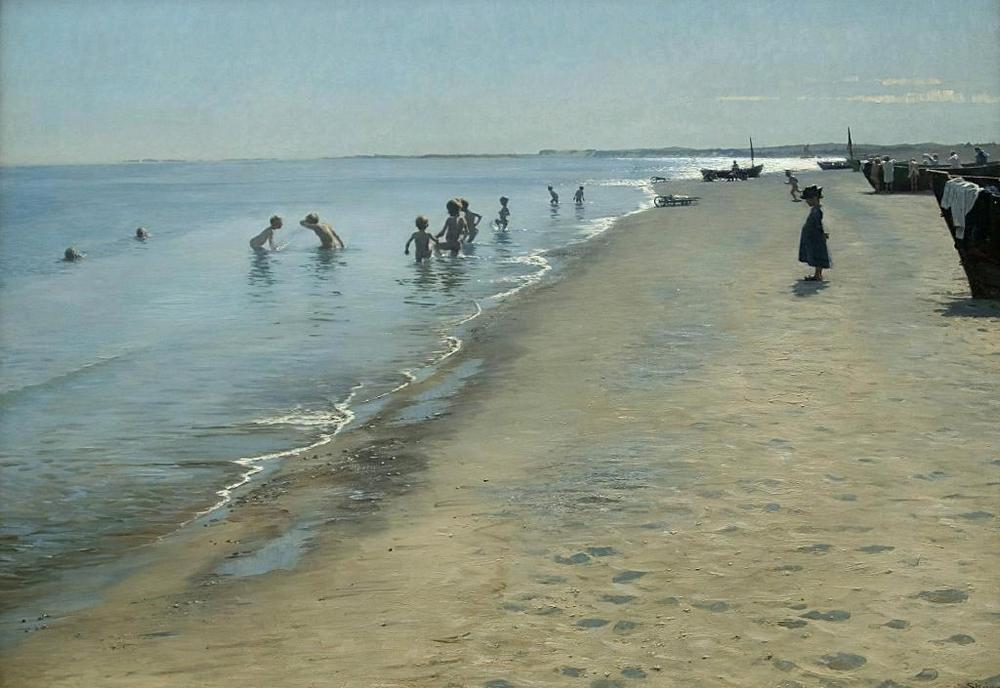
Peder Severin Krøyer, Sommerdag ved Skagens Sønderstrand, 1884.
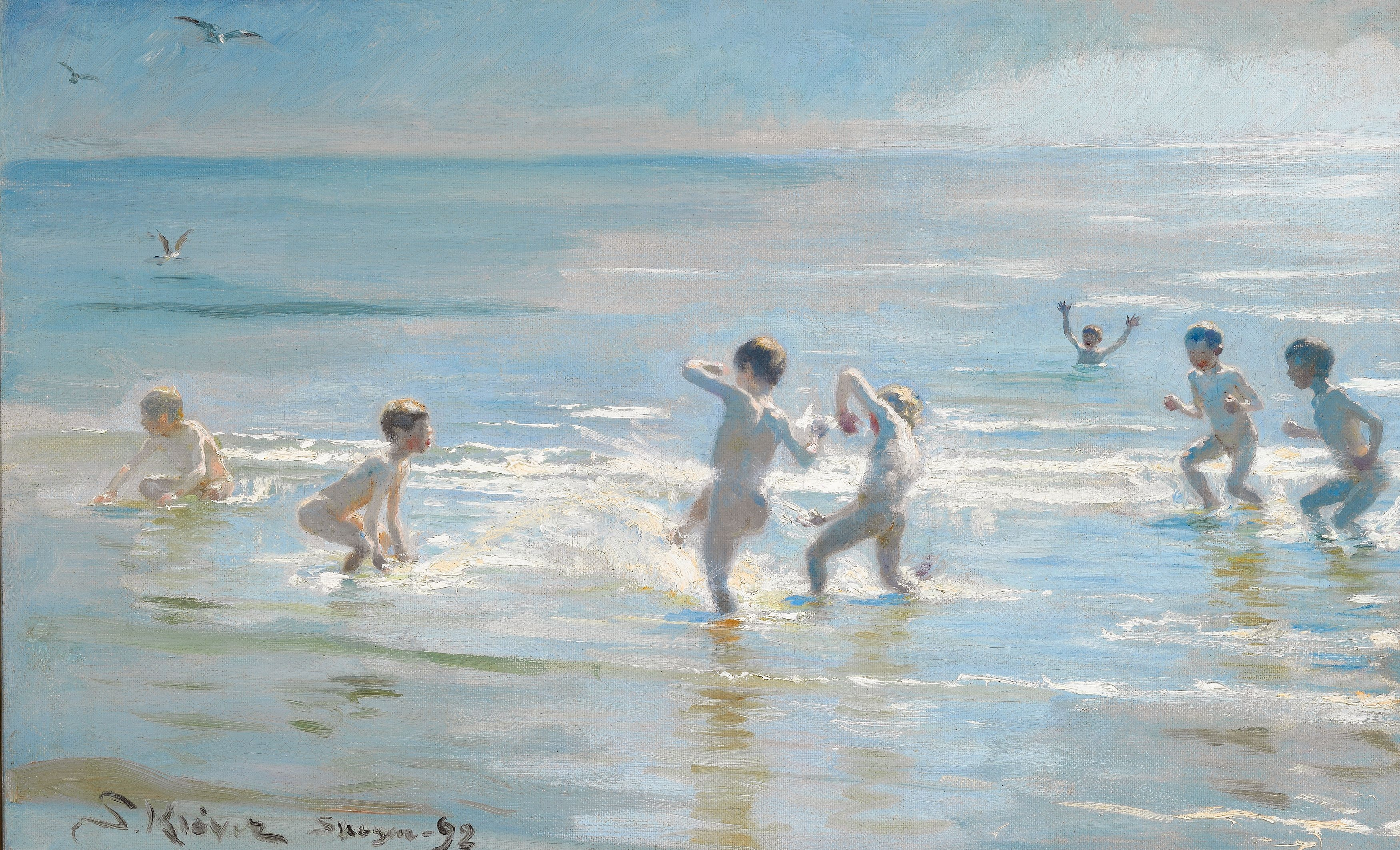
Peder Severin Krøyer, En Flok Drenge ude i det solglitrende Vand, 1892.
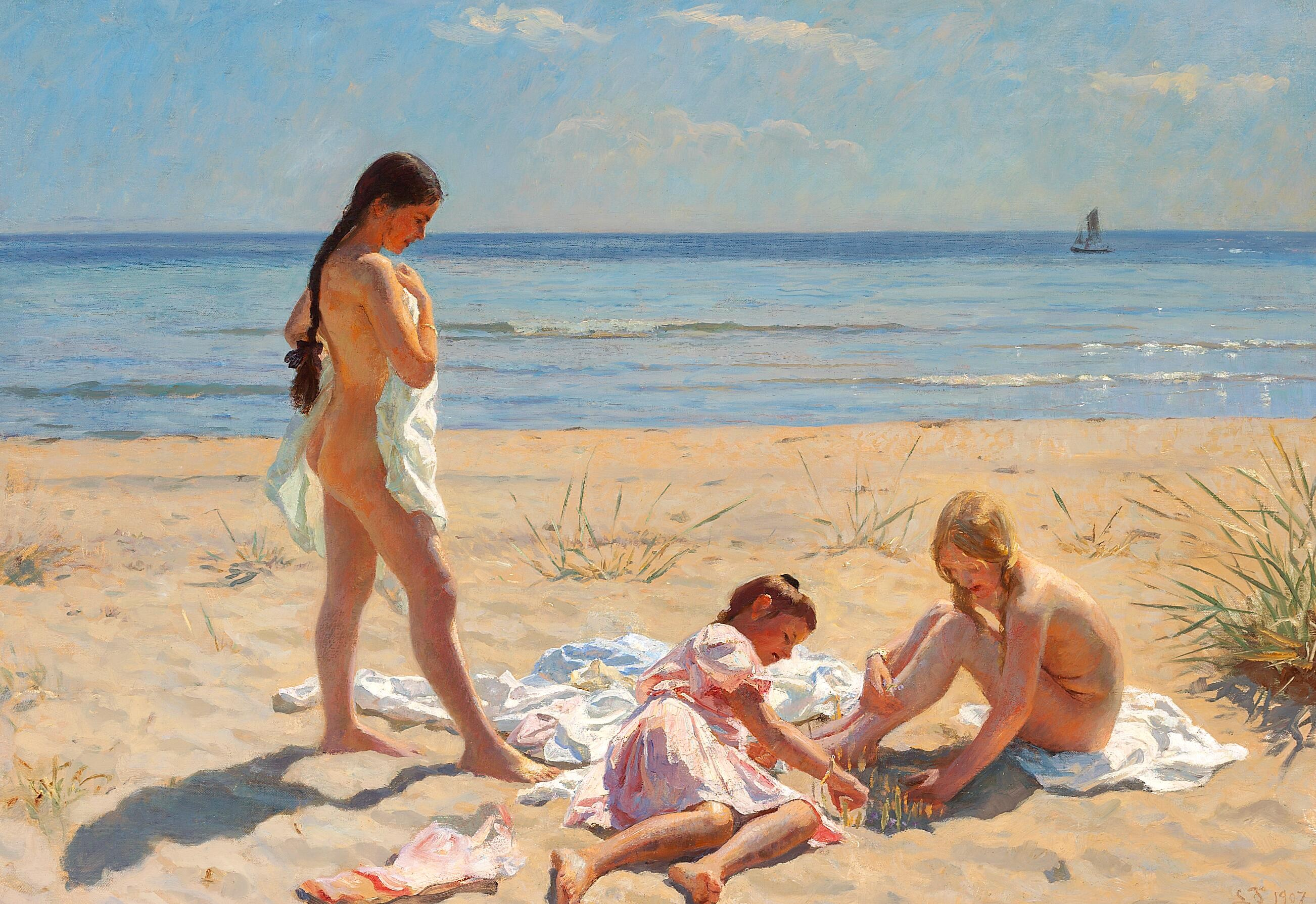
Laurits Tuxen, Sommardag på het strand vid Skagen, 1907.
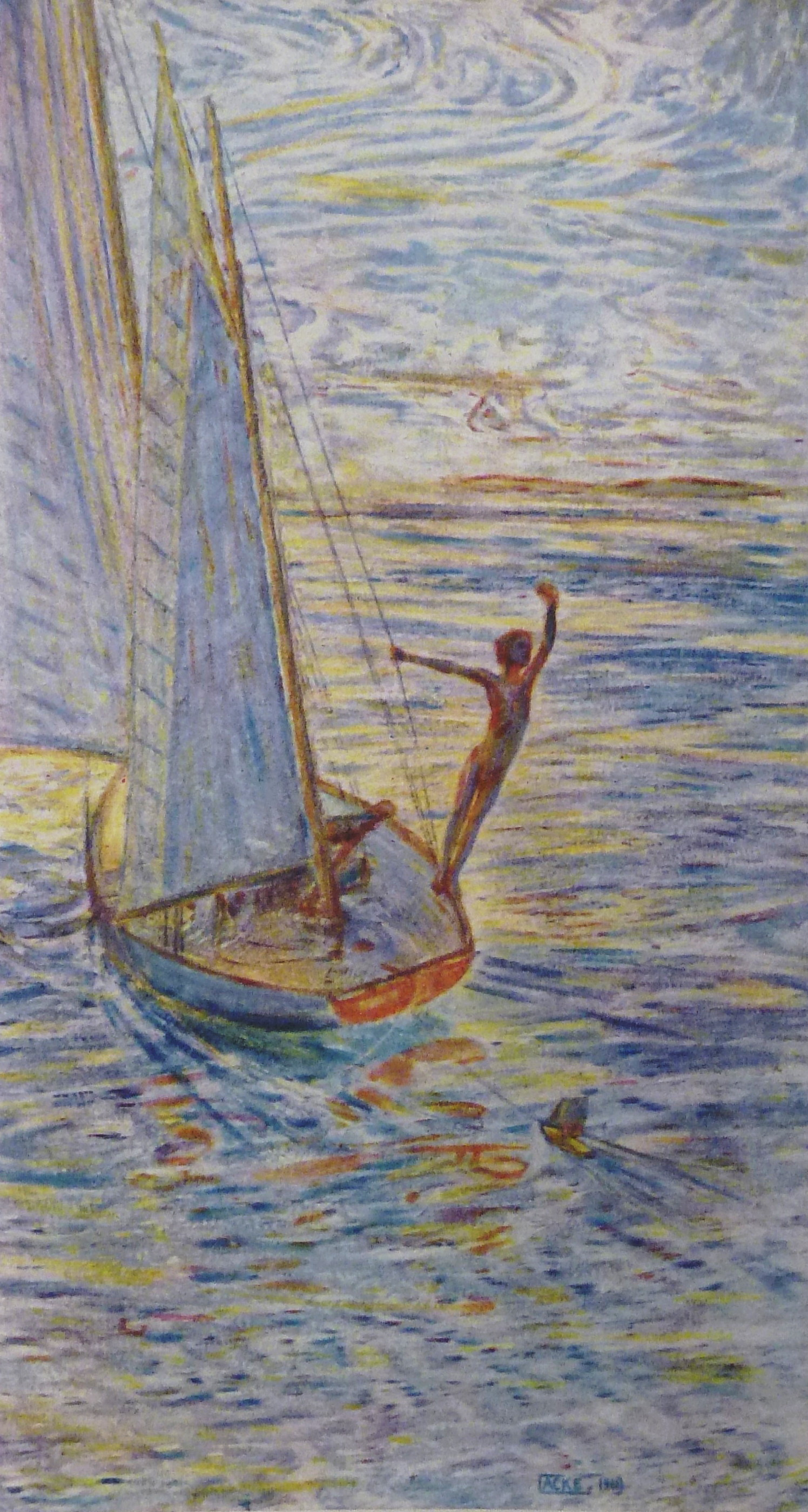
J.A.G. Acke, Morgonluft, 1911.
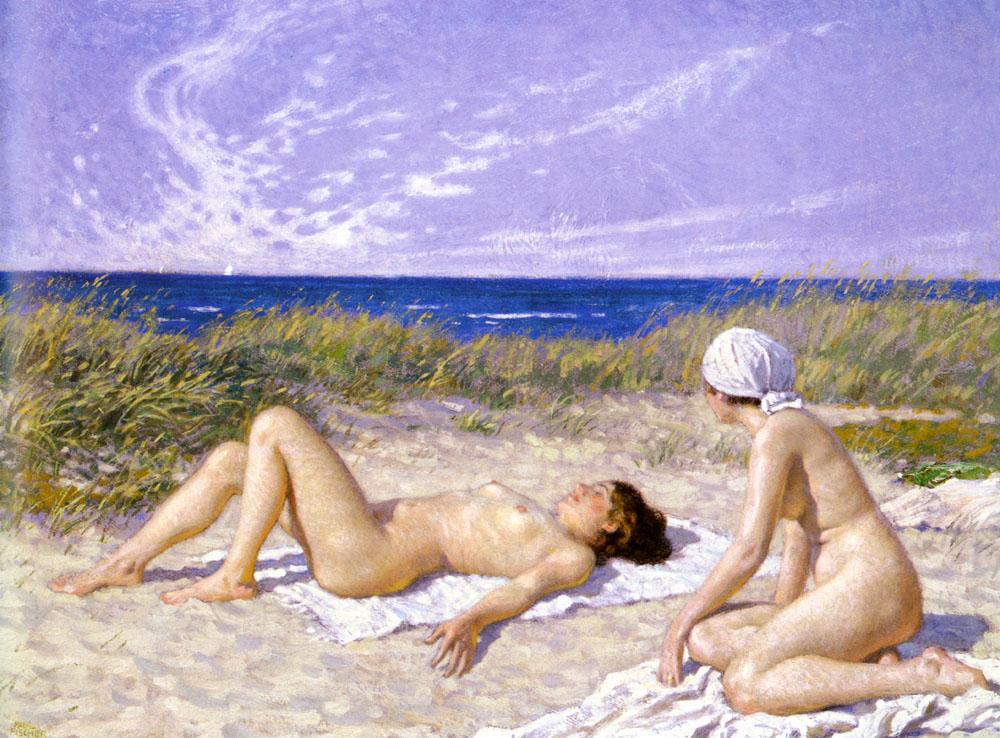
Paul Gustav Fischer, Badande kvinnor, 1916.
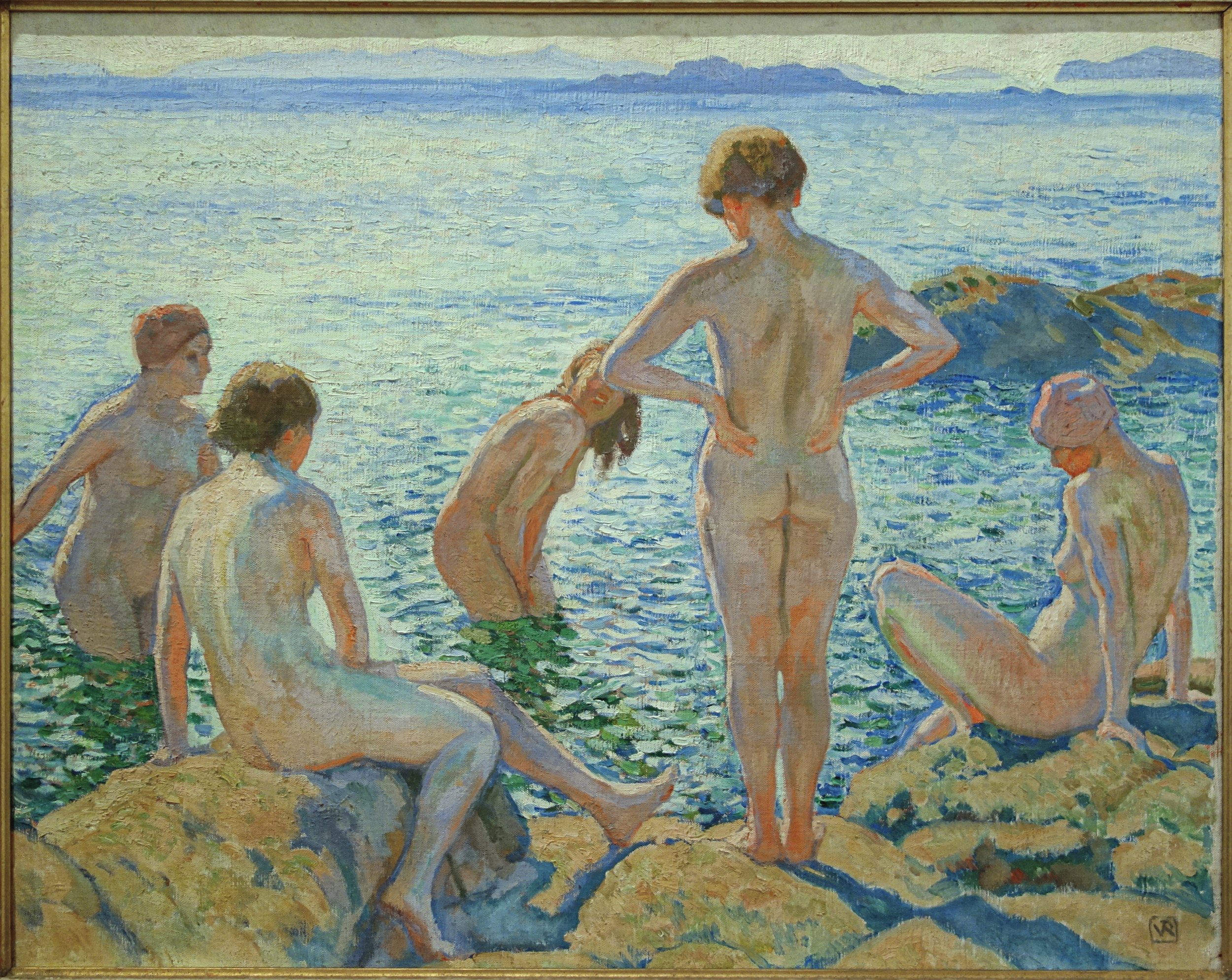
Théodoor van Rysselberghe, De Baadsters, ca 1920.
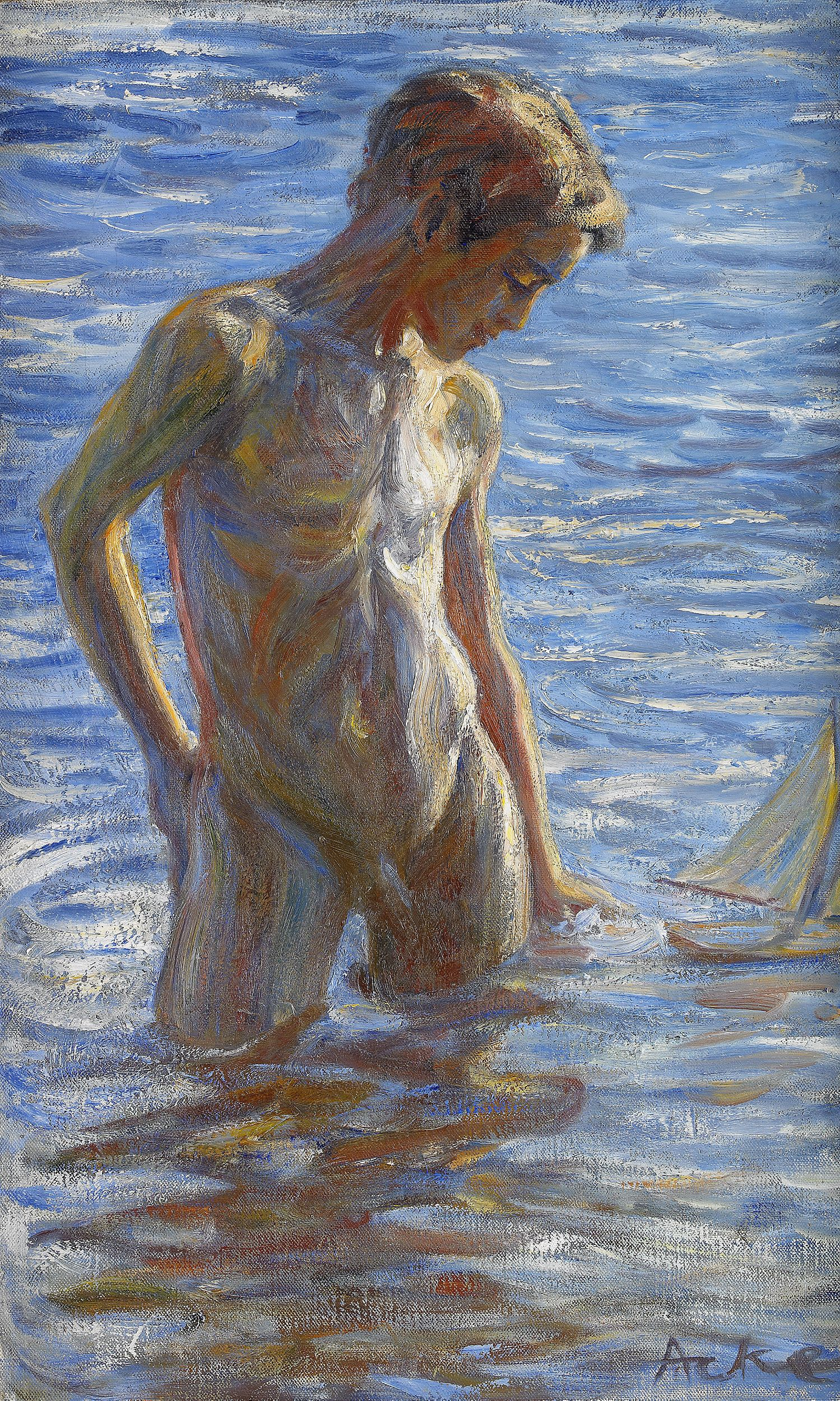
J.A.G. Acke, Badande pojke, före 1924.